# Vulaines-sur-Seine
Vulaines-sur-Seine ist eine französische Gemeinde mit 2.720 Einwohnern (Stand: 1. Januar 2022) im Département Seine-et-Marne in der Region Île-de-France. Sie liegt im Arrondissement Fontainebleau und im Kanton Fontainebleau.
Die Einwohner werden Vulaignot(te)s genannt.

## Geographie
Vulaines-sur-Seine liegt an der Seine, etwa 65 Kilometer südöstlich von Paris am Wald von Fontainebleau.
Die Gemeinde liegt an der Straßenbahn Île-de-France.

### Nachbargemeinden
Umgeben ist Vulaines-sur-Seine von den Gemeinden Héricy im Norden und Osten, Champagne-sur-Seine im Südosten, Samoreau im Süden und Samois-sur-Seine im Westen und Nordwesten.

## Bevölkerungsentwicklung
| Jahr      | 1962 | 1968 | 1975 | 1982 | 1990 | 1999 | 2006 | 2011 |
| Einwohner | 852  | 903  | 1107 | 1685 | 2047 | 2065 | 2429 | 2640 |

## Gemeindepartnerschaften
Mit der britischen Gemeinde Barby in Northamptonshire (England) besteht eine Partnerschaft.

## Sehenswürdigkeiten

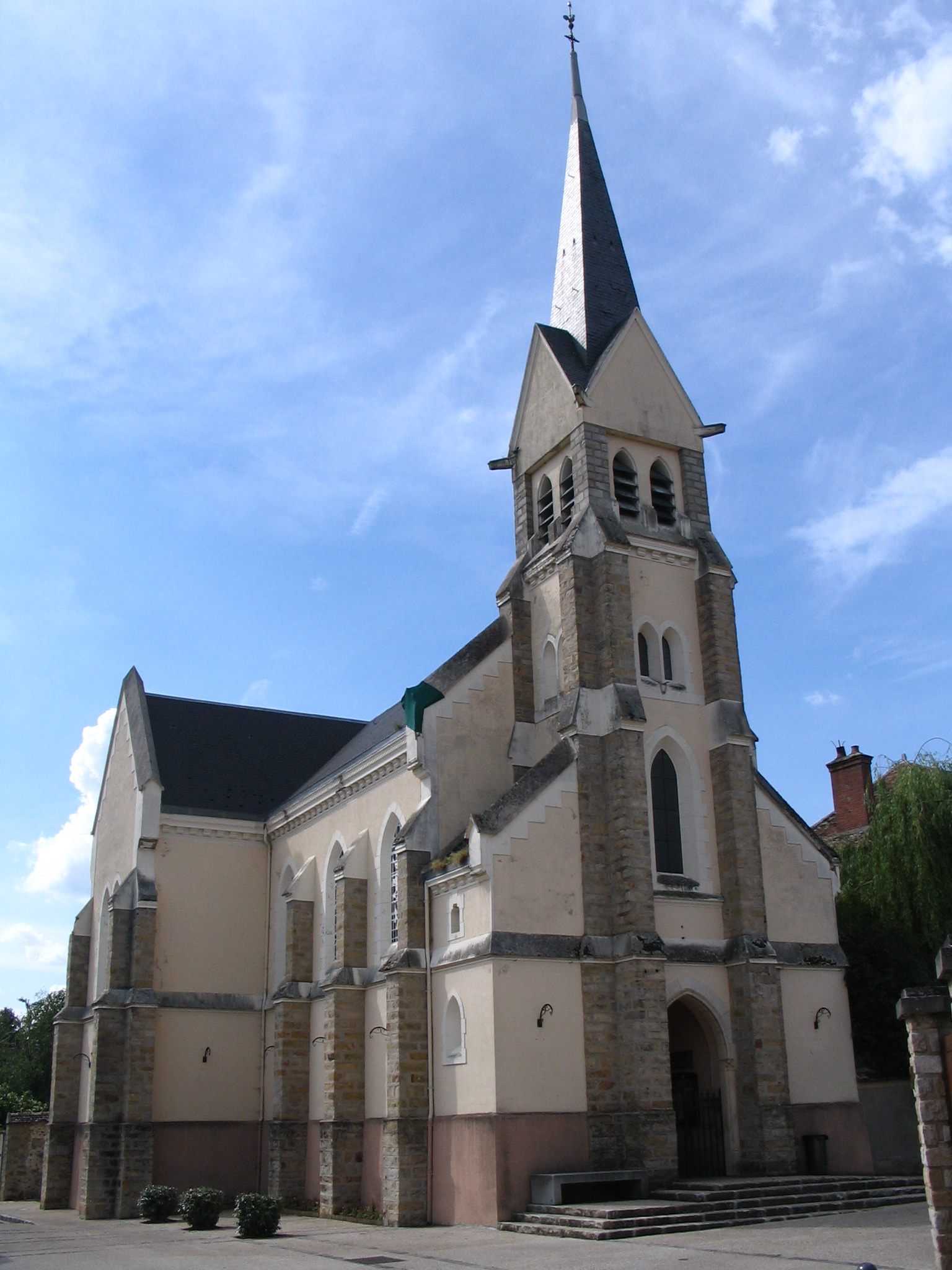
Kirche Saint-Éloi

- Kirche Saint-Éloi, zwischen 1897 und 1899 errichtet
- Schloss Les Brûlis
- Museum Stéphane Mallarmé mit Garten

## Persönlichkeiten
- Stéphane Mallarmé (1842–1898), Schriftsteller